# Xenotyphlops grandidieri
Xenotyphlops grandidieri is een slang uit de familie Xenotyphlopidae.

## Naam en indeling
De wetenschappelijke naam van de soort werd voor het eerst voorgesteld door François Mocquard in 1905. Oorspronkelijk werd de wetenschappelijke naam Typhlops grandidieri gebruikt. De soort werd door Van Stanley Bartholomew Wallach en Ivan Ineich in 1996 aan het geslacht Xenotyphlops toegewezen en is tegenwoordig de enige vertegenwoordiger van deze monotypische groep.
De geslachtsnaam Xenotyphlops betekent vrij vertaald 'vreemde typhlops' en slaat op de lichamelijke afwijkingen ten opzichte van de soorten uit het geslacht Typhlops, waaraan de soort sterk verwant is. De soortaanduiding grandidieri is een eerbetoon aan de Franse natuuronderzoeker Alfred Grandidier (1836 – 1921).

## Uiterlijke kenmerken
De slang bereikt een lichaamslengte tot ongeveer 26 centimeter, de lichaamskleur is grijs. De kop is lastig te onderscheiden van het lichaam door het ontbreken van een duidelijke insnoering. De ogen zijn sterk gedegenereerd en zijn onder de kopschubben gelegen.
De slang heeft 20 rijen schubben in de lengte op het midden van het lichaam, de schubben zijn niet vergroot. Er is geen preoculaire schub aanwezig, de rostraalschub heeft een korrelig oppervlak. Het einde van de rostraalschub is stekel-achtig en is sterk naar beneden gekromd.

## Verspreiding en habitat
De slang komt voor in Afrika en leeft endemisch op het ten oosten van Afrika gelegen eiland Madagaskar. De habitat bestaat uit vochtige tropische en subtropische laaglandbossen, vochtige tropische en subtropische scrublands en zandduinen in kustgebieden. De soort is aangetroffen van zeeniveau tot op een hoogte van ongeveer 50 meter boven zeeniveau.

## Beschermingsstatus
Door de internationale natuurbeschermingsorganisatie IUCN is de beschermingsstatus 'ernstig bedreigd' toegewezen (Critically Endangered of CR).